# Mekhi Phifer
Mekhi Phifer (født 29. december 1974 i Harlem, New York, USA) er en amerikansk skuespiller. 
Phifer er mest kendt for sin rolle som Dr. Gregory Pratt i den amerikanske tv-serie Skadestuen og for sin rolle som Future i 8 Mile, med Eminem i hovedrollen. Han har også medvirket i Larry Davids tv-serie Curb Your Enthusiasm samt vundet 4. sæson af Celebrity Poker Showdown.
Han har en fætter, Jarel Phifer, der er en musikproducer, og tilsyneladende kun 18 år gammel. Phifer har en søn, Omikaye med sin ex-kone, skuespillerinden Malinda Williams. Hans anden søn, Mekhi Thira Phifer Jr., blev født af sin laotiske kæreste Oni Souratha i Los Angeles den 30. oktober 2007.

## Filmografi
| År   | Titel                                 | Rolle                  |
| ---- | ------------------------------------- | ---------------------- |
| 1995 | Tuskegee Airmen                       | Lewis Johns            |
| 1995 | Clockers                              | Ronald 'Strike' Dunham |
| 1996 | High School High                      | Griff McReynolds       |
| 1997 | Soul Food                             | Lem                    |
| 1998 | Hell's Kitchen                        | Johnny                 |
| 1998 | I Still Know What You Did Last Summer | Tyrell                 |
| 1999 | A Lesson Before Dying                 | Jefferson              |
| 1999 | Uninvited Guest                       | Silk                   |
| 2000 | Shaft                                 | Trey Howard            |
| 2001 | Carmen: A Hip Hopera                  | Derek Hill             |
| 2001 | O                                     | Odin "O" James         |
| 2001 | Impostor                              | Cale                   |
| 2001 | Brian's Song                          | Gale Sayers            |
| 2003 | 8 Mile                                | David "Future" Porter  |
| 2003 | Paid in Full                          | Mitch                  |
| 2003 | Honey                                 | Chaz                   |
| 2004 | Dawn of the Dead                      | Andre                  |
| 2005 | Slow Burn                             | Isaac Duperde          |
| 2006 | Puff, Puff, Pass                      | Big Daddy              |
| 2007 | This Christmas                        | Gerald                 |
| 2008 | Nora's Hair Salon 2: A Cut Above      | Dr. Terry              |
| 2008 | A Talent for Trouble                  | Mekhi                  |
| 2009 | A Day in the Life                     | King Khi               |

### Tv-optrædener
- Punk'd, 2004, 1 episode
- Curb Your Enthusiasm, 2005, 4 episoder
- Skadestuen, 2002–2008
- Homicide: Life on the Street, 1996–1998, 3 episoder
- The Black Poker Stars Invitational, 2008
- Lie to Me, 2009–2010

### Musikvideoer
- "Many Men (Wish Death)" by 50 Cent
- "The Boy Is Mine" af Brandy Norwood and Monica
- "Don't Let Go (Love)" af En Vogue
- "Nobody" af Keith Sweat
- "Flava in Ya Ear (remix)" af Craig Mack
- "Wu Wear" by Wu-Tang Clan
- "Just Lose It" af Eminem
- "Lose Yourself" af Eminem